# Metalhead
Metalhead (металхэд) — четырнадцатый студийный альбом английской хеви-метал-группы Saxon, выпущенный 9 ноября 1999 года. Это первый (из трёх) студийный альбом группы, записанный с немецким барабанщиком Фрицем Рэндоу, заменившим Найджела Глоклера, которому после разрыва мышц шеи и плеча в 1998 году было противопоказано играть.

## Список композиций
Слова и музыка всех песен — Бифф Байфорд, Пол Квинн, Даг Скэррэтт и Ниббс Картер, кроме «Intro», написанного Найджелом Глоклером.
| №   | Название                    | Длительность |
| --- | --------------------------- | ------------ |
| 1.  | «Intro»                     | 1:24         |
| 2.  | «Metalhead»                 | 4:52         |
| 3.  | «Are We Travellers in Time» | 5:17         |
| 4.  | «Conquistador»              | 4:42         |
| 5.  | «What Goes Around»          | 4:24         |
| 6.  | «Song of Evil»              | 4:12         |
| 7.  | «All Guns Blazing»          | 3:53         |
| 8.  | «Prisoner»                  | 4:12         |
| 9.  | «Piss Off»                  | 4:04         |
| 10. | «Watching You»              | 5:18         |
| 11. | «Sea of Life»               | 8:11         |

## Участники записи
- Бифф Байфорд — вокал
- Пол Квинн — гитара
- Даг Скэррэтт — гитара
- Ниббс Картер — бас-гитара
- Фриц Рэндоу — ударные
- Найджел Глоклер — автор и исполнитель интро
- Крис Бэй — клавишные

Производство
- Бифф Байфорд — продюсер
- Чарли Бауэрфайнд — продюсер, звукорежиссёр, микширование